# Arun District
Arun ist ein District in der Grafschaft West Sussex in England, der nach dem Fluss Arun benannt ist. Verwaltungssitz ist die Stadt Littlehampton; weitere bedeutende Orte sind Aldwick, Angmering, Arundel, Bognor Regis und Rustington.
Der Bezirk wurde am 1. April 1974 gebildet und entstand aus der Fusion des Borough Arundel, der Urban Districts Littlehampton und Bognor Regis sowie Teilen der Rural Districts Worthing und Chichester. Er besteht aus 31 Civil Parishes.